# Droue-sur-Drouette
Droue-sur-Drouette település Franciaországban, Eure-et-Loir megyében. Lakosainak száma 1204 fő (2022. január 1.). Droue-sur-Drouette Émancé és Saint-Hilarion községekkel határos.

## Népesség
A település népességének változása:
| Lakosok száma | 373  | 849  | 1054 | 1219 | 1260 | 1261 | 1241 | 1222 | 1208 | 1204 |
|               | 1968 | 1982 | 1990 | 2006 | 2013 | 2015 | 2017 | 2019 | 2020 | 2022 |